# Валя-Маре-Подгорія
Валя-Маре-Подгорія (рум. Valea Mare-Podgoria) — село у повіті Арджеш в Румунії. Адміністративно підпорядковане місту Штефенешть.
Село розташоване на відстані 106 км на північний захід від Бухареста, 4 км на північний схід від Пітешть, 106 км на північний схід від Крайови, 101 км на південний захід від Брашова.

## Населення
За даними перепису населення 2002 року у селі проживали 4184 особи. Рідною мовою 4171 особа (99,7%) назвала румунську.
Національний склад населення села:
| Національність | Кількість осіб | Відсоток |
| -------------- | -------------- | -------- |
| румуни         | 3920           | 93,7%    |
| цигани         | 250            | 6,0%     |